# Указ о запрете мечей

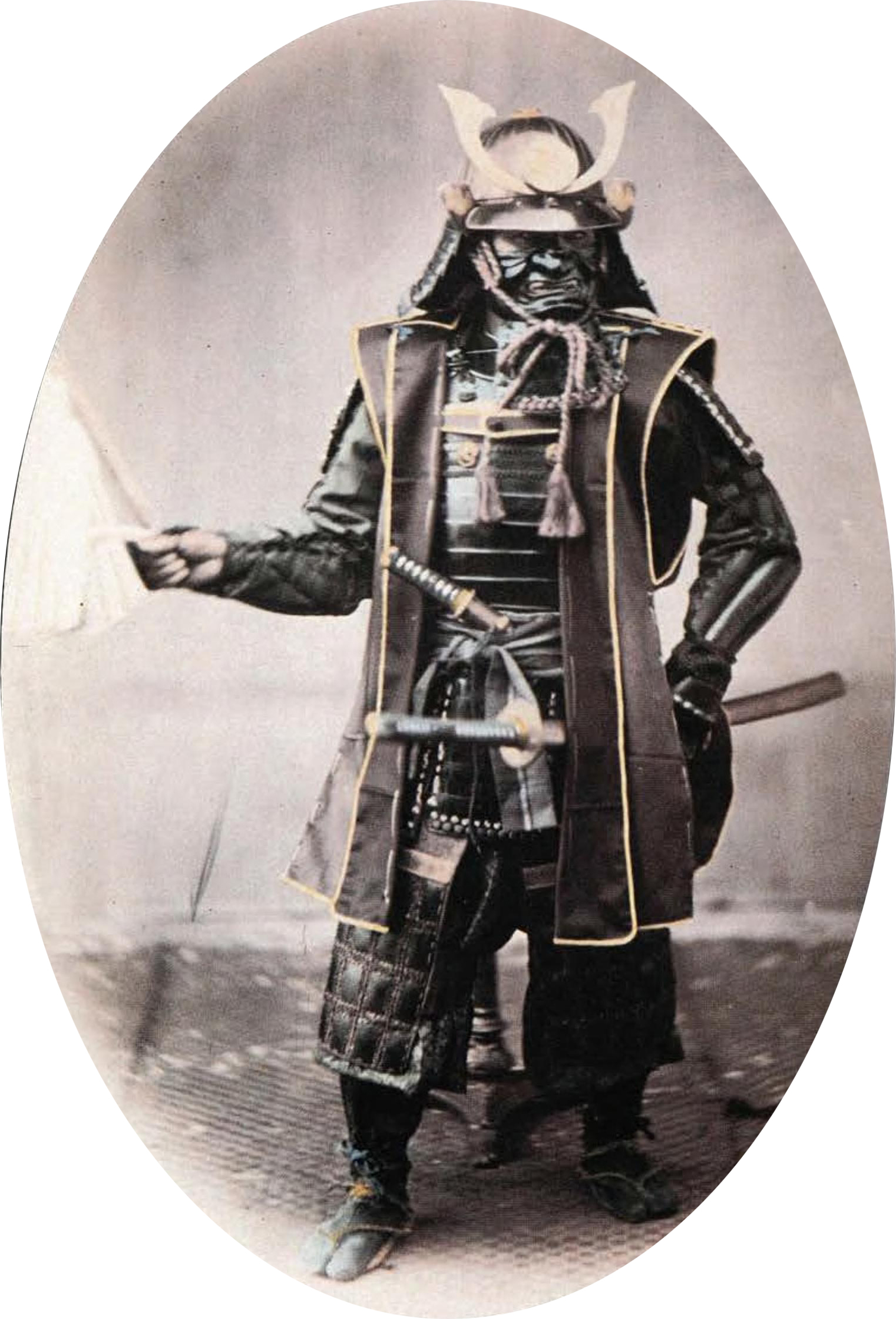
Вооружённый самурай в доспехах, фото ок. 1860 года

Ука́з о запре́те мече́й (яп. 廃刀令 хайто:-рэй) — японский закон, запретивший привилегированному нетитулованному сословию (сидзоку), бывшим самураям, носить мечи. Исключение составили военнослужащие, полиция и участники торжественных церемоний. Принят 28 марта 1876 года.

## История
В начале реставрации Мэйдзи в японском правительстве на фоне масштабных преобразований состоялись дебаты об отмене самурайского обычая ношения мечей. В 1869 году Мори Аринори предложил ввести общий запрет на владение холодным оружием для всего населения, за исключением военных. В составленной им докладной записке «О прекращении ношения мечей» указывалось: «Необходимо, чтобы все, кроме чиновников и военных, добровольно прекратили носить мечи; чиновники же должны добровольно прекратить носить вакидзаси». Из-за пассивной позиции разработчика законопроекта большинство членов правительства отклонило его. В 1870 году был принят декрет, которым запрещалось для крестьян и ремесленников носить нагинаты и вакидзаси, а местные власти обязывались принять меры к исполнению этих требований.
В 1871 году, после ликвидации ханов и основания префектур, некоторые идеи Мори были воплощены в указе о причёсках и мечах, который постановлял оставлять оружие дома, за исключением торжественных церемоний. Содержание указа было расплывчатым и ни к чему не обязывающим правилом о том, что «можно выбирать причёску по своему усмотрению, не завязывая пучок на макушке» и что «знать и самураи не обязаны носить мечи». Однако представители нетитулованного привилегированного сословия сидзоку, сформированного из бывших самураев, продолжали носить мечи каждый день, подчёркивая свой отличный от простого народа статус. В 1873 году, в связи с введением всеобщей воинской повинности и созданием регулярных вооружённых сил Японии, императорское правительство решило для предотвращения восстаний окончательно упразднить самурайский обычай ношения мечей.
В 1875 году министр армии Ямагата Аритомо внёс предложение запретить ношение холодного оружия всем, за исключением военных действительной службы и полиции. Он обосновывал своё предложение необходимостью создания гражданского общества и движением к цивилизации: «Это вредный и дурной обычай, проистекающий из непонимания перемен в жизни и в организации армии и из того представления, что для самозащиты необходим меч». Этот проект лёг в основу указа о запрете мечей, который был принят 28 марта 1876 года. Официально постановление называлось «Запрет ношения мечей за исключением лиц в церемониальной одежде, военной или полицейской униформе»:
Этим провозглашаем, что отныне запрещается носить мечи, за исключением лиц в церемониальной одежде, а также в устоявшейся для военных и полицейских униформе. Мечи нарушителей будут конфискованы.Оригинальный текст (яп.)自今大禮服著用竝ニ軍人及ヒ警察官吏等制規アル服著用ノヲ除クノ外帶刀被禁候條此旨布吿候事。但達犯ノハ其刀可取上事。
Указ Хай-то отменил привилегию нетитулованного сословия на ношение оружия и уравнял их в правах с простым народом. Среди самураев получил распространение меч сикомидзуэ, спрятанный в полой трости и представляющий собой оружие для ведения так называемой «скрытой войны». Реализация указа вызвала сопротивление бывших самурайских слоёв. Оно выразилось в ряде антиправительственных выступлений, таких как восстание в Саге, восстания в Акидзуки, Хаги, восстание Лиги камикадзе 1876 года. Крупнейшим восстанием было Сацумское восстание, длившееся с 15 февраля по 24 сентября 1877 года. Ведущая фигура эпохи Реставрации Мэйдзи, Сайго Такамори, собрал армию и сражался с правительственными войсками, пока не получил ранение и не совершил ритуальный обряд самурая — сэппуку.
Запрет привёл к массовой безработице среди ремесленников связанных с производством холодного оружия. Кустарное производство сошло практически на ноль, а промышленное находилось под контролем правительства и предназначалось для удовлетворения нужд Министерства обороны. В 1871 году был принят на вооружение новый форменный меч, созданный по образцу сабли европейского образца: по своей форме он походил на офицерскую саблю военно-морского флота Великобритании образца 1827 года. В 1873 году введён в обиход парадный офицерский клинок шпажного типа, а также форменный меч кю-гунто офицеров военно-морских сил. Также в эпоху Мэйдзи был утверждён меч полицейского, а также создано холодное оружие для чиновников, пожарных, почтовых служащих, старших офицеров, младших офицеров. Также многие очень ценные традиционные мечи подверглись переделке под табельные образцы нового типа. Многие из мастеров вынуждены были сменить поле деятельности, заняться выполнением других работ. В результате, значительное число высококлассных мастеров начали искать новые пути развития искусства и новые области применения профессионального мастерства, адаптировать производство металлических изделий к изменившимся реалиям и сближать его с другими сопутствующими ремёслами. Ситуацию смягчило то, что начиная с 1860-х годов интерес к традиционным японским мечам стал возрастать в западных странах. С этого времени Европа стала основным рынком сбыта мечей, что привело к изменениям в их производстве и оформлении. Вместе с тем с эпохой Мэйдзи связывают возрождение интереса к производству традиционного японского меча.

### Комментарии
1. ↑  Вариант: «Указ о запрете ношения мечей»

### Сноски
1. 1 2 3  Баженов, 2001, с. 213.
2. ↑  яп. 大禮服竝ニ軍人警察官吏等制服著用ノ外帶刀禁止, だいれいふくならびにぐんじんけいさつかんりなどせいふくちょううようのほかたいとうきんし
3. ↑  Samurai: Japanese arms & armour (англ.). Visit the V&A. Дата обращения: 28 октября 2022. Архивировано 28 октября 2022 года.
4. ↑  Павел Сидоркин. Революция «за императора» | Публикации | Вокруг Света. www.vokrugsveta.ru. Дата обращения: 7 октября 2022. Архивировано 7 октября 2022 года.
5. ↑  Баженов, 2001, с. 214.
6. ↑  Баженов, 2001, с. 219.
7. ↑  Хорев, 2010, с. 28.
8. ↑  Цокур, 2015, с. 26.
9. ↑  Хорев, 2011, с. 25.